# Boris Čampa
Boris Čampa, slovenski flavtist, * 24. oktober 1926, Ljubljana, † 1. januar 2000, Ljubljana.
Študij flavte je končal 1952 na ljubljanski Akademiji za glasbo. Izpopolnjeval se je v Parizu in tam 1962 na École Normale de Musique prejel Licence de Concert. Po vrnitvi v Ljubljano je sprva sodeloval v orkestru Slovenske filharmonije, od 1972 pa je bil redni profesor na Akademiji za glasbo v Ljubljani. Veliko je koncertiral kot solist in član ansamblov Slovenski solisti, Zagrebški solisti in Collegium musicum. Profesor Čampa je na Slovenskem uveljavil moderno flavtistično šolo in uvedel pouk sodobne tehnične šole. Vzgojil vrsto odličnih slovenskih flavtistov, kot sta Fedja Rupel in Irena Grafenauer. Skrbel je za izvajanje najnovejših, zlasti slovenskih glasbenih del; med slovenskimi skladbami jih je veliko posvečenih prav njemu, izvedel pa je tudi vse Bachove sonate za flavto in čembalo. Leta 1963 je za solistično reprodukcijo prejel nagrado Prešernovega sklada. 1997 je prejel častni naziv zaslužnega profesorja ljubljanske univerze.

## Diskografija
- Skice za dve flavti / Sonata za flavto in klavir / Samospevi (COBISS) (plošča, Gallus, Helidon, 1976)
- Karol Pahor, Alojz Srebotnjak, Zvonimir Ciglič, Marjan Gabrijelčič (COBISS) (plošča, Obzorja, Helidon, 1980)
- Boris Čampa /1926–2000/ (COBISS) (CD, RTV Slovenija, 2000)
- Marijan Lipovšek: Odsevi ustvarjalnosti / Reflections of creativity (COBISS) (CD, RTV Slovenija, 2010)